# غاري لويس (ممثل)
غاري لويس (بالإنجليزية: Gary Lewis)‏ هو ممثل اسكتلندي من مواليد30 نوفمبر 1958. هو معروف بأدواه في أفلام بيلي إليوت وعصابات نيويورك وإيراغون ومسلسل دخيلة.

## روابط خارجية
- غاري لويس على موقع IMDb (الإنجليزية)
- غاري لويس على موقع قاعدة بيانات الأفلام العربية
- غاري لويس على موقع ألو سيني (الفرنسية)
- غاري لويس على موقع ميوزك برينز (الإنجليزية)
- غاري لويس على موقع أول موفي (الإنجليزية)
- غاري لويس على موقع قاعدة بيانات الأفلام السويدية (السويدية)
- غاري لويس على موقع إن إن دي بي (الإنجليزية)
- غاري لويس على موقع ديسكوغز (الإنجليزية)
- غاري لويس على موقع قاعدة بيانات الفيلم (الإنجليزية)
- غاري لويس على موقع كينوبويسك (الروسية)